# Monotelisme
El monotelisme va ser una doctrina religiosa del segle vii que reconeixia a Crist dues naturaleses, la humana i la divina, i una única voluntat. El monotelisme tractava de ser una solució de compromís entre l'ortodòxia cristiana i el monofisisme.
Predicat pel patriarca Sergi I de Constantinoble, va ser condemnat el tercer concili d'aquesta ciutat, celebrat entre els anys 680 i 681, en el qual es va establir la doctrina actualment catòlica de les dues voluntats.

## Dificultats doctrinàries
L'amenaça dels perses a l'Imperi Romà d'Orient, a la qual després es va unir la dels àrabs, va moure, al segle vii, a un nou intent de guanyar als monofisites mitjançant un edicte dogmàtic. La situació era realment perillosa, ja que els perses havien conquerit Capadòcia i Egipte. En aquestes circumstàncies, el patriarca Sergi de Constantinoble va intentar demanar ajuda a l'emperador Heracli, vencedor dels Perses, elaborant un pla de mediació segons el qual no s'havia de parlar precisament d'una doble naturalesa en Crist, sinó més aviat d'una energia i una voluntat («Monona the lema», d'aquí el nom). Aquesta manera d'expressió no era falsa, si es volia dir amb això només que en Crist no és possible oposició entre la seva voluntat humana i la seva voluntat divina. Però era inexacte, i un monofisisme vetllava, quan es referia a la integritat de la naturalesa humana en Crist, en negar, o fins i tot només fosc, la realitat de la seva voluntat humana. Justament això afectava els monofisites, que no volien acceptar sense reserves la humanitat de Crist, ja que la pensaven dissolta en la Divinitat. Conferències de Sergi amb bisbes monofisites intentaren millorar la situació, especialment amb el bisbe Cir de Fasis de Laci, l'actual Sebastòpol.
El 631, Cir va ser promogut a patriarca d'Alexandria; allà va aconseguir reconciliar una part dels monofisites. Es va confessar «una energia divina i humana». Nous èxits entre els monofisites d'Armènia i fins i tot d'Antioquia, el 633 van augmentar la confiança que s'estava sobre el camí recte, però un monjo de Palestina, Sofroni, es va adonar del perill que portava enfosquir la veritable doctrina i va pregar a Cir, que li havia informat de les conferències i els seus resultats, i després al mateix Sergi, que s'apartessin de l'error. Per la seva banda, va suportar en silenci la contradicció fins que, el 634, el patriarca de Jerusalem va considerar el seu deure primer aclarir la qüestió en un sínode que va convocar i després enviar una carta sinodal a Sergi i a altres patriarques, així com al papa Honori I (625-638). En aquesta carta es confessava la doctrina de les dues energies i dues voluntats.
Sergi es va afanyar a escriure a Honori que Sofroni introduïa una confusió amb la doctrina de les dues voluntats en Crist, i li va demanar el seu dictamen. Però Honori, que no apreciava l'abast teològic de la controvèrsia, va contestar que l'excessiu zel de Sofroni era, en efecte, vituperable i que no tenia sentit parlar de dues maneres d'actuació en Crist, ja que les dues voluntats, divina i humana, anaven una darrere d'una altra, d'acord amb el que el mateix Senyor ensenya quan diu «he vingut no per fer la meva voluntat, sinó la del meu Pare» (Jn 6, 38), o «s'aparta de mi aquest calze, però no es faci la meva voluntat, sinó la teva »(Mc. 14, 36). Sofroni i Cir van haver d'apartar-se de la qüestió.
Aquest era el llenguatge del curador d'ànimes, no el del teòleg. Ara Sergi va resumir la seva doctrina en una prudent formulació, publicada per l'emperador Heracli, en 638, en una «Ekthesis" o explicació, que van acceptar la major part dels bisbes d'Orient, i entre ells els nous patriarques de Constantinoble i Jerusalem (Sofroni i Sergi havien mort en el mateix any, així com Honori) i el patriarca d'Antioquia, aquest resident a Constantinoble perquè la seva seu havia estat presa pels àrabs.
Els successors d'Honori - Joan IV, procedent de Dalmàcia (640 - 642), i el grec Teodor I (642 - 649) - van veure més agudament. En la mateixa Constantinoble van tenir l'ajuda del savi Màxim que, nascut de noble família, havia deixat el servei de la cort per fer-se monjo. A l'oposició dels Papes contra la «Ekthesis» van haver d'agrair que Constantí III Heracli (641 - 668), successor d'Heracli, la revoqués, encara que en forma no afortunada, imposant mitjançant la seva «typos» un silenci general. Martí I (649 - 653), italià de naixement, però familiaritzat amb l'ambient de Constantinoble on havia residit com apocrisiari, es va pronunciar en el sínode de Roma (649) per les «dues voluntats i dues maneres d'obrar naturals» en Crist. Era el temps en què, per causa dels àrabs, l'Església d'Orient, en la seva major part, havia sortit ja fora del cercle del poder imperial.

## Rol d'emperador
Tant més susceptible era l'emperador; va veure infidelitat política en la conducta del Papa, el va fer portar el 653 a Constantinoble i retenir-lo i tractar-lo durament. Volia ja fer-lo executar, però es va decidir finalment bandejar-lo a Cherson, a la Crimea. Allí va morir Martí el mateix any. També mitjançant un dur exili va voler l'emperador doblegar Màxim i a dos joves monjos que li auxiliaven, tots dos de nom Anastasi. Els seus patiments van durar prop de deu anys. El 662, un últim judici va conduir a flagelar, tallar la mà dreta i arrencar la llengua a Màxim. Així, mutilat, se li va bandejar a Lacium, a la Còlquida. Allà va sucumbir als seus patiments encara en 662. L'Església el venera corn Sant Màxim Confessor.
Sota la pressió de l'emperador, els Papes Eugeni I (654 - 657), Vitalià (657 - 672), Deodat II (672 - 676) i Donus I (676 - 678), tots d'origen italià, es van abstenir de donar explicacions, però van evitar adherir a l'emperador, i la ruptura va romandre. El perill de l'Estat, finalment, va fer desitjar a l'emperador Constantí IV (668 -685) la pau amb l'Església. El Papa Agató (678 - 681), grec de Sicília, va venir a trobar. Un sínode celebrat per ell a Roma, que era la coronació d'una sèrie d'ells en diferents comarques d'Occident, va disposar una ambaixada a Constantinoble, que va portar amb si un escrit doctrinal del Papa sobre les dues naturaleses en Crist. Així mateix, enviats dels patriarques d'Alexandria i Jerusalem, i fins i tot del patriarca d'Antioquia, es van trobar en el sínode de Constantinoble. Aquest va ser el sisè concili general.

## ElConcili de Constantinoble III(SisèEcumènic)
Va celebrar les seves sessions des del novembre del 680 fins al setembre del 681 i van assistir-hi aproximadament 170 bisbes. El Papa Agató no presencià l'acabament; va morir el gener del 681. El seu successor va ser Lleó II (682 - 683), novament sicilià. El concili, acord amb l'epístola d'Agató, va condemnar la doctrina monotelista i va declarar que en Crist s'han de reconèixer dues «voluntats naturals i dues naturals maneres d'actuar, indivises, incanviables, inseparables, immiscibles». El patriarca d'Antioquia, que va romandre en l'error, va ser destituït. El concili anatemitzava als «causants de la nova heretgia»: Sergi, Cir i altres, entre ells el Papa Honori, «perquè s'ha trobat que en la seva carta a Sergi ha seguit en tot l'opinió d'aquest i ha aprovat la seva impia doctrina », o segons va ser formulat en el cànon final,« que l'ha seguit en els seus errors ». Com en la instrucció dels llegats pontificis no es contenia sobre la condemnació d'Honori, aquesta no es pot sense més atribuir a Roma.
A la confirmació de l'acord del concili per l'emperador Constantí IV i el Papa Lleó II diu la redacció imperial, del grec, «que no s'ha esforçat a conservar pura aquesta seu amb la doctrina de la tradició apostòlica, sinó que mitjançant profà abandonament ha permès que sigui tacada la fe intacta» i en la redacció llatina, més breument, «que no ha purificat aquesta seu amb la doctrina de a tradició apostòlica sinó que ha intentat soscavar mitjançant un profà abandonament la fe intacta». Més suau, i amb seguretat justament, la participació de l'acord del concili per Lleó II als bisbes espanyols va expressar «que no va apagar des d'un principi la flama de la doctrina herètica, com convenia a l'autoritat apostòlica, sinó que per negligència la va permetre augmentar».
La decisió del sisè concili general significa la fi de les diferències cristològiques, és a dir, de les lluites entorn del problema de la unió de les dues naturaleses en Crist. L'error es va extingir, excepte en una petita resta, aïllat, de cristians de llengua siriana, que s'agrupaven al voltant del monestir de Sant Maró al Líban. Els maronites s'han adherit novament a Roma en el segle xii.

## La responsabilitat d'Honori
La condemna d'Honori amb aquesta claredat no s'havia aconseguit sense l'influx dels orientals, participants gairebé exclusius en el concili, que desitjaven descarregar sobre el Papa romà tota la responsabilitat. Aquesta condemna s'ha gravat profundament en la memòria de l'Església, i es comprèn que tingués més tard un important paper en la discussió sobre l'autoritat dogmàtica del Papa fins al Concili Vaticà. Com revelen les mateixes declaracions d'Honori, ell entreveia la veritable doctrina. No va ser de cap manera un heretge en l'actual i rigorós sentit de la paraula, que antigament tenia un més general, el judici del concili sobre ell va ser més aviat enèrgic més que enterament just.